# Skiff féminin aux Jeux olympiques d'été de 2008
 (mars 2025).
Si vous disposez d'ouvrages ou d'articles de référence ou si vous connaissez des sites web de qualité traitant du thème abordé ici, merci de compléter l'article en donnant les références utiles à sa vérifiabilité et en les liant à la section « Notes et références ».
Pour un article plus général, voir Aviron aux Jeux olympiques d'été de 2008.
Navigation
Athènes 2004 Londres 2012
L'épreuve féminine de Skiff aux Jeux olympiques de 2008 s'est déroulée du 9 au 16 août 2008 sur le parc aquatique olympique de Shunyi.

## Résultats

### Tour éliminatoire (09/08/2008)

#### 1ertouréliminatoire
| Rang | Pays      | Athlète                       | Temps         |
| ---- | --------- | ----------------------------- | ------------- |
| 1    | Chine     | Zhang Xiuyun                  | 7 min 38 s 16 |
| 2    | Pologne   | Julia Michalska               | 7 min 41 s 16 |
| 3    | France    | Sophie Balmary                | 7 min 47 s 37 |
| 4    | Argentine | Maria Gabriela Best Palazzolo | 7 min 58 s 60 |
| 5    | Chili     | Jadue Soraya                  | 8 min 04 s 08 |

#### 2etouréliminatoire
| Rang | Pays             | Athlète          | Temps         |
| ---- | ---------------- | ---------------- | ------------- |
| 1    | Nouvelle-Zélande | Emma Twigg       | 7 min 45 s 18 |
| 2    | Serbie           | Iva Obradovic    | 7 min 49 s 13 |
| 3    | Espagne          | Noria Dominguez  | 7 min 58 s 03 |
| 4    | Brésil           | Fabiana Beltrame | 8 min 08 s 84 |
| 5    | Hong Kong        | Lee Ka Man       | 8 min 04 s 08 |

#### 3etouréliminatoire
| Rang | Pays         | Athlète           | Temps         |
| ---- | ------------ | ----------------- | ------------- |
| 1    | Biélorussie  | Ekaterina Karsten | 7 min 40 s 03 |
| 2    | États-Unis   | Michelle Guerette | 7 min 49 s 14 |
| 3    | Corée du Sud | Shin Yeongeun     | 8 min 17 s 40 |
| 4    | Kazakhstan   | Inga Dudchenko    | 7 min 58 s 60 |

#### 4etouréliminatoire
| Rang | Pays           | Athlète         | Temps         |
| ---- | -------------- | --------------- | ------------- |
| 1    | Bulgarie       | Rumyana Neykova | 7 min 56 s 07 |
| 2    | Cuba           | Maira Gonzalez  | 8 min 07 s 22 |
| 3    | Afrique du Sud | Rika Geyser     | 8 min 20 s 26 |
| 4    | Birmanie       | Shwe Zin Latt   | 8 min 42 s 23 |

#### 5etouréliminatoire
| Rang | Pays      | Athlète            | Temps         |
| ---- | --------- | ------------------ | ------------- |
| 1    | Italie    | Gabriella Bascelli | 7 min 43 s 67 |
| 2    | Australie | Pippa Savage       | 7 min 57 s 95 |
| 3    | Salvador  | Camila Vargas      | 8 min 32 s 06 |
| 4    | Iran      | Homa Hosseini      | 9 min 02 s 12 |

#### 6etouréliminatoire
| Rang | Pays               | Athlète            | Temps         |
| ---- | ------------------ | ------------------ | ------------- |
| 1    | République tchèque | Miroslava Knapkova | 7 min 51 s 56 |
| 2    | Suède              | Frida Svensson     | 7 min 56 s 39 |
| 3    | Zimbabwe           | Elana Hill         | 8 min 35 s 53 |
| 4    | Égypte             | Heba Ahmed         | 8 min 46 s 96 |

### Quart de finale (11/08/2008)

#### 1erquartde finale
| Rang | Pays       | Athlète            | Temps         |
| ---- | ---------- | ------------------ | ------------- |
| 1    | États-Unis | Michelle Guerette  | 7 min 28 s 91 |
| 2    | Pologne    | Julia Michalska    | 7 min 31 s 90 |
| 3    | Italie     | Gabriella Bascelli | 7 min 36 s 68 |
| 4    | Espagne    | Nuria Dominguez    | 7 min 49 s 60 |
| 5    | Kazakhstan | Inga Dudchenko     | 8 min 15 s 88 |
| 6    | Zimbabwe   | Elena Hill         | 8 min 20 s 84 |

#### 2equartde finale
| Rang | Pays               | Athlète            | Temps         |
| ---- | ------------------ | ------------------ | ------------- |
| 1    | République tchèque | Miroslava Knapkova | 7 min 30 s 33 |
| 2    | France             | Sophie Balmary     | 7 min 37 s 01 |
| 3    | Serbie             | Iva Obradovic      | 7 min 39 s 16 |
| 4    | Cuba               | Maira Gonzalez     | 7 min 45 s 75 |
| 5    | Salvador           | Camila Vargas      | 8 min 11 s 79 |
| 6    | Birmanie           | Shwe Zin Latt      | 8 min 17 s 76 |

#### 3equartde finale
| Rang | Pays         | Athlète          | Temps         |
| ---- | ------------ | ---------------- | ------------- |
| 1    | Bulgarie     | Rumyana Neykova  | 7 min 22 s 37 |
| 2    | Chine        | Zhang Xiuyun     | 7 min 23 s 30 |
| 3    | Australie    | Pippa Savage     | 7 min 34 s 03 |
| 4    | Chili        | Jadue Soraya     | 7 min 51 s 52 |
| 5    | Brésil       | Fabiana Beltrame | 7 min 52 s 65 |
| 6    | Corée du Sud | Shin Yeongeun    | 7 min 58 s 71 |

#### 4equartde finale
| Rang | Pays             | Athlète                       | Temps         |
| ---- | ---------------- | ----------------------------- | ------------- |
| 1    | Biélorussie      | Ekaterina Karsten             | 7 min 25 s 74 |
| 2    | Suède            | Frida Svensson                | 7 min 29 s 29 |
| 3    | Nouvelle-Zélande | Emma Twigg                    | 7 min 34 s 24 |
| 4    | Afrique du Sud   | Rika Geyser                   | 7 min 44 s 14 |
| 5    | Argentine        | Maria Gabriela Best Palazzolo | 7 min 46 s 45 |
| 6    | Hong Kong        | Lee Ka Man                    | 8 min 04 s 68 |

### Demi-finales (13/08/2008)

#### 1redemi-finale
| Rang | Pays               | Athlète            | Temps         |
| ---- | ------------------ | ------------------ | ------------- |
| 1    | Chine              | Zhang Xiuyun       | 7 min 31 s 33 |
| 2    | États-Unis         | Michelle Guerette  | 7 min 35 s 69 |
| 3    | République tchèque | Miroslava Knapkova | 7 min 38 s 14 |
| 4    | Italie             | Gabriella Bascelli | 7 min 42 s 10 |
| 5    | Australie          | Pippa Savage       | 7 min 43 s 98 |
| 6    | Suède              | Frida Svensson     | 7 min 46 s 38 |

#### 2edemi-finale
| Rang | Pays             | Athlète           | Temps         |
| ---- | ---------------- | ----------------- | ------------- |
| 1    | Biélorussie      | Ekaterina Karsten | 7 min 32 s 86 |
| 2    | Bulgarie         | Rumyana Neykova   | 7 min 33 s 29 |
| 3    | Pologne          | Julia Michalska   | 7 min 38 s 04 |
| 4    | Nouvelle-Zélande | Emma Twigg        | 7 min 38 s 09 |
| 5    | Serbie           | Iva Obradovic     | 7 min 52 s 39 |
| 6    | France           | Sophie Balmary    | 7 min 56 s 73 |

### Finale (16/08/2008)
| Rang | Pays               | Athlète            | Temps         |
| ---- | ------------------ | ------------------ | ------------- |
| 1    | Bulgarie           | Rumyana Neykova    | 7 min 22 s 34 |
| 2    | États-Unis         | Michelle Guerette  | 7 min 22 s 78 |
| 3    | Biélorussie        | Ekaterina Karsten  | 7 min 23 s 98 |
| 4    | Chine              | Zhang Xiuyun       | 7 min 25 s 48 |
| 5    | République tchèque | Miroslava Knapkova | 7 min 35 s 52 |
| 6    | Pologne            | Julia Michalska    | 7 min 43 s 44 |

## Note
- Cet article est partiellement ou en totalité issu de l'article intitulé « Résultats détaillés des épreuves d'aviron aux Jeux olympiques d'été de 2008 » (voir la liste des auteurs).